# Ischionodonta platensis
Ischionodonta platensis là một loài bọ cánh cứng trong họ Cerambycidae.